# Канчело и Арноне
Канчѐло и Арно̀не (на италиански: Cancello ed Arnone; на неаполитански: Cancell', Канчелъ) е градче и община в Южна Италия, провинция Казерта, регион Кампания. Разположено е на 8 m надморска височина. Населението на общината е 5371 души (към 2010 г.).